# Jade Barbosa
Jade Fernandes Barbosa est une gymnaste artistique brésilienne, née le 1er juillet 1991 à Rio de Janeiro.

## Palmarès

### Jeux olympiques
- Paris 2024
  -  médaille de bronze au concours général par équipe.

### Championnats du monde
- Stuttgart 2007
  -  médaillée de bronze au concours général individuel.
  - 5e au saut de cheval.
  - 7e à la poutre.

- Rotterdam 2010
  -  médaillée de bronze au saut de cheval.
  - 15e au concours général individuel.

### Jeux panaméricains
- Rio de Janeiro 2007
  -  médaillée d'or au saut de cheval.
  -  médaillée d'argent au concours général par équipe.
  -  médaillée de bronze au sol.

### Autres compétitions
- 32e Tournoi des Maîtres 2008
  -  médaillée d'argent au sol.
  -  médaillée d'argent au saut de cheval.